# Isthmiske lege
 Der er for få eller ingen kildehenvisninger i denne artikel, hvilket er et problem. Du kan hjælpe ved at angive troværdige kilder til de påstande, som fremføres i artiklen.

De Isthmiske Lege var en af de fire antikke, græske sportslege. De blev opkaldt efter den smalle langtange (der hedder isthmos på græsk), nær byen Korinth, som forbinder halvøen Peloponnes med resten af Grækenland. Legene blev opført til ære for havguden Poseidon.
Legene blev afholdt i Korinth hvert andet år, året før og efter afholdelsen af antikkens olympiske lege i Olympia og dermed samme år, som De Nemeiske Lege blev afholdt.
Der blev konkurreret i stort set de samme sportsgrene som ved de andre sportslege (brydning, pankration, kørsel med stridsvogn, m.m.), hvortil kom musiske og poetiske konkurrencer, hvor der findes beviser på. at det var tilladt kvinder at deltage. Romere fik tilladelse til at deltage i legene fra år 228 eller 229 f.Kr..